# Rajd Polski 1971

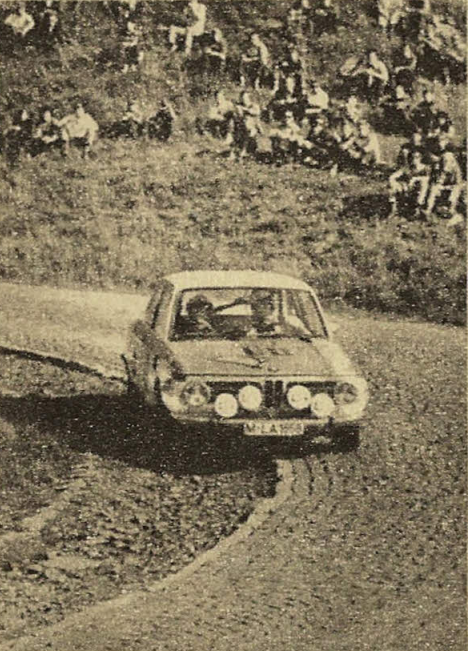
Sobiesław Zasada podczas wygranego Rajdu Polski 1971

Rajd Polski 1971 (31. Rajd Polski) – 31. edycja rajdu samochodowego Rajd Polski rozgrywanego w Polsce. Rozgrywany był od 15 do 17 lipca 1971 roku. Bazą rajdu był Kraków. Rajd był jedenastą rundą Rajdowych Mistrzostw Europy w roku 1971, trzecią rundą Rajdowych samochodowych mistrzostw Polski w roku 1971 oraz drugą rundą Rajdowego Pucharu Pokoju i Przyjaźni w roku 1971.

## Wyniki końcowe rajdu[1]
| Miejsce | Kierowca           | Pilot               | Samochód                 | Czas    | Strata |
| ------- | ------------------ | ------------------- | ------------------------ | ------- | ------ |
| 1       | Sobiesław Zasada   | Ewa Zasada          | BMW 2002 Ti              | 3:07:16 | -      |
| 2       | Vladimír Hubáček   | Vojtěch Rieger      | Renault Alpine A110 1600 | 3:14:15 | +6:59  |
| 3       | Lasse Jönsson      | Alf Qvist           | Saab 96 V4               | 3:14:23 | +7:07  |
| 4       | Attila Ferjáncz    | Jenő Zsembery       | Renault 8 Gordini        | 3:22:05 | +14:49 |
| 5       | Holger Bohne       | Karl-Heinz Wellmann | BMW 2002 Ti              | 3:25:27 | +18:11 |
| 6       | Ryszard Nowicki    | Wojciech Schramm    | Polski Fiat 125p 1500    | 3:25:51 | +18:35 |
| 7       | Adam Smorawiński   | Piotr Mystkowski    | BMW 2002 Ti              | 3:27:27 | +20:11 |
| 8       | Carl Marius Syberg | Ellen Syberg        | Opel Kadett Rallye       | 3:27:46 | +20:30 |
| 9       | Hans Britth        | Hans Reppling       | Opel Kadett Rallye       | 3:28:43 | +21:27 |
| 10      | Robert Mucha       | Błażej Krupa        | Polski Fiat 125p 1500    | 3:32:24 | +25:08 |

## Klasyfikacja końcowaRSMP[4][5]
Do klasyfikacji RSMP zaliczany był tylko I etap rajdu to znaczy pierwsze 14 odcinki specjalne, odbywające się 15 i 16 lipca 1971 roku. 
| Miejsce | Kierowca               | Pilot                 | Samochód              | Czas  | Strata | Grupa Klasa |
| ------- | ---------------------- | --------------------- | --------------------- | ----- | ------ | ----------- |
| 1       | Ryszard Nowicki        | Wojciech Schramm      | Polski Fiat 125p 1500 | 44:30 | -      | 8           |
| 2       | Robert Mucha           | Błażej Krupa          | Polski Fiat 125p 1500 | 45:47 | +1:17  | 8           |
| 3       | Sobiesław Zasada       | Ewa Zasada            | BMW 2002 Ti           | 46:11 | +1:41  | 9           |
| 4       | Aleksander Oczkowski   | Mieczysław Spychalski | Polski Fiat 125p 1500 | 47:02 | +2:32  | 8           |
| 5       | Wiesław Mrówczyński    | Jerzy Landsberg       | Polski Fiat 125p 1500 | 47:24 | +2:54  | 8           |
| 6       | Andrzej Jaroszewicz    | Tomasz Ciecierzyński  | Polski Fiat 125p 1500 | 47:35 | +3:05  | 8           |
| 7       | Włodzimierz Groblewski | Janusz Książkiewicz   | Polski Fiat 125p 1500 | 48:01 | +3:31  | 8           |
| 8       | Mieczysław Urtnowski   | Janusz Bronikowski    | Polski Fiat 125p 1300 | 49:15 | +4:45  | 7           |
| 9       | Adam Smorawiński       | Andrzej Zembrzuski    | BMW 2002 Ti           | 49:48 | +5:18  | 9           |
| 10      | Włodzimierz Groblewski | Janusz Książkiewicz   | Polski Fiat 125p 1300 | 50:25 | +5:55  | 7           |

## KlasyfikacjaCoPaF[6]
| Miejsce | Kierowca             | Pilot                 | Samochód                 | Czas    | Strata |
| ------- | -------------------- | --------------------- | ------------------------ | ------- | ------ |
| 1       | Sobiesław Zasada     | Ewa Zasada            | BMW 2002 Ti              | 2:00:35 | -      |
| 2       | Vladimír Hubáček     | Vojtěch Rieger        | Renault Alpine A110 1600 | 2:04:59 | +4:24  |
| 3       | Ryszard Nowicki      | Wojciech Schramm      | Polski Fiat 125p 1500    | 2:05:43 | +5:08  |
| 4       | Attila Ferjáncz      | Jenő Zsembery         | Renault 8 Gordini        | 2:08:47 | +8:12  |
| 5       | Adam Smorawiński     | Piotr Mystkowski      | BMW 2002 Ti              | 2:11:45 | +11:10 |
| 6       | Aleksander Oczkowski | Mieczysław Spychalski | Polski Fiat 125p 1500    | 2:12:52 | +12:17 |
| 7       | Ilia Chubrikov       | Robert Kurktchiev     | Renault Gordini          | 2:14:59 | +14:24 |
| 8       | Robert Mucha         | Błażej Krupa          | Polski Fiat 125p 1500    | 2:15:28 | +14:53 |

| 1. | Polska   | 22906,12 |
| 2. | NRD      | 27654,23 |
| 3. | Bułgaria | 28618,14 |
| 4. | Węgry    | 28784,16 |

Zespoły Czechosłowacji i ZSRR nie zostały skalsyfikowane.